# Ramaria intimorosea
Ramaria intimorosea är en svampart som beskrevs av Schild & Vrscaj 1992. Ramaria intimorosea ingår i släktet Ramaria och familjen Gomphaceae.   Inga underarter finns listade i Catalogue of Life.